# Danny Collins (film)
A Danny Collins  (eredeti cím: Danny Collins) 2015-ben bemutatott amerikai vígjáték-dráma, amelyet Dan Fogelman írt és rendezett. A film zeneszerzői Ryan Adams és Theodore Shapiro.
A főbb szerepekben Al Pacino, Annette Bening, Jennifer Garner, Bobby Cannavale és Christopher Plummer láthatók. A film gyártója a Big Indie Pictures és a ShivHans Pictures, forgalmazója a Bleecker Street.
Az Amerikai Egyesült Államokban 2015. március 20-án, Magyarországon 2015. március 28-án mutatták be a mozikban.

## Szereplők
| Szereplő | Színész                | Magyar hang        |
| --- | ---------------------- | ------------------ |
| Danny Collins | Al Pacino              | Dörner György      |
| Mary Sinclair | Annette Bening         | Kováts Adél        |
| Samantha Leigh Donnelly | Jennifer Garner        | Kisfalvi Krisztina |
| Tom Donnelly | Bobby Cannavale        | Sarádi Zsolt       |
| Frank Grubman | Christopher Plummer    | Tordy Géza         |
| Guy DeLoach | Nick Offerman          | Törköly Levente    |
| Nicky Ernst | Josh Peck              | Géczi Zoltán       |
| Sophie | Katarina Čas           | Szilágyi Csenge    |
| Jamie | Melissa Benoist        | Eke Angéla         |
| Hope Donnelly | Giselle Eisenberg      | Szűcs Anna Viola   |
| Danny Collins fiatalon | Eric Michael Roy       | Kovács Lehel       |
| Judd | Brian Smith            | Horváth Illés      |
| Dr. Ryan Kurtz | Scott Lawrence         | Pál András         |
| Steve | Michael Patrick McGill | Barbinek Péter     |
| Tim | Tim Jo                 | Csémy Balázs       |
| További magyar hangok |                        |                    |
| Bárány Virág, Csépai Eszter, Csonka Anikó, Fehér Dániel, Fehérváry Márton, Hajtó Aurél, Kapácsy Miklós, Kardos Róbert, Kis-Kovács Luca, Németh Attila István, Tóth Zoltán, Varga Anikó |                        |                    |